# 泰亞高·尼維斯
泰亞高·尼維斯·奧古斯度（Thiago Neves Augusto，1985年2月27日—），通常稱為泰亞高·尼維斯（Thiago Neves）是一名巴西足球運動員，擔任進攻型中場，現時效力德甲球會漢堡，穿著27號球衣。泰亞高·尼維斯的傳球技巧、帶球技術和遠距離射門很有名。
泰亞高·尼維斯在2008年的南美自由盃決賽次回合大耍帽子戲法，但即使兩回合合計5-5，但利加大學最終在互射十二碼勝出，泰亞高·尼維斯更射失一球。最終，泰亞高·尼維斯僅獲得一塊亞軍獎牌。
泰亞高·尼維斯與多所歐洲球會連上關係，包括曼城、馬德里體育會和漢堡都對他布興趣，最終漢堡在2008年8月30日成功簽下他，希望能夠取代離隊雲達華治。
泰亞高·尼維斯被巴西國家足球隊主教練鄧加召喚，參加2008年北京奧運的足球賽事，最終巴西隊獲得銅牌。
2009年1月31日，尼維斯以700万欧元的身价加盟希拉尔。

## 榮譽

### 個人
- 巴西金球獎（英语：Bola de Ouro）：2007年
- 巴拉那州U20錦標賽最佳球員：2004年
- 帕拉拿神射手：2003/04

### 隊際
- 南美自由盃亞軍：2008年
- 巴西盃：2007年

## 聯賽數據
| 賽季    | 球隊       | 國家 | 組別 | 出賽 | 進球 |
| ------- | ---------- | ---- | ---- | ---- | ---- |
| 2005年  | 帕拉拿     | 巴西 | 甲組 | 29   | 3    |
| 2006年  | 仙台維加泰 | 日本 | 乙組 | 35   | 8    |
| 2007年  | 富明尼斯   | 巴西 | 甲組 | 33   | 12   |
| 2008年  | 富明尼斯   | 巴西 | 甲組 | 5    | 1    |
| 2008-09 | 漢堡       | 德國 | 甲組 | 1    | 0    |

## 外部連結
- （葡萄牙文） CBF
- （法文） blog-football.net
- （英文） sambafoot
- （葡萄牙文） zerozero.pt （页面存档备份，存于）
- （葡萄牙文） placar[永久]
- （英文） Guardian Stats Centre
- （德文） kicker.de （页面存档备份，存于）

| 前任： 盧卡斯 | 巴西金球獎得主 2007年 | 繼任： 切尼 |